# 田中喜太郎

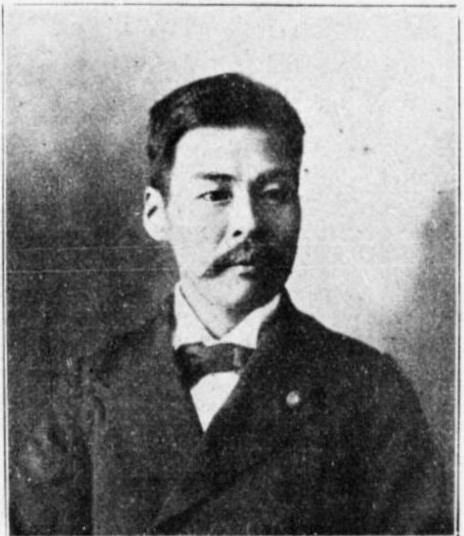
田中喜太郎

田中 喜太郎（たなか きたろう、1859年7月29日（安政6年6月30日）- 1936年（昭和11年）5月31日）は、明治から昭和前期の日本の農業経営者、実業家、政治家。衆議院議員、石川県石川郡一木村長、同粟崎村長、同松任町長。

## 経歴
加賀国石川郡宮丸村（石川県石川郡一木村字宮丸、松任町、松任市を経て現白山市宮丸町）の農家に生まれる。松本白華に師事した。その後、法律学、経済学を修めた。
1881年（明治14年）村井・宮丸連合村会議員、石川県町村連合会規則編纂委員に就任。自由民権運動に加わる。1887年（明治20年）石川県学事委員となり、1890年（明治23年）5月、石川郡旧義倉会議員、1895年（明治28年）石川県教育会員、石川県検疫委員に就任。1891年（明治24年）10月、石川県会議員に選出され自由党に所属。1898年（明治31年）4月、県会議員に再選され（進歩党所属）、同副議長、同参事会員も務めた。
1884年（明治17年）山島用水会議員、同常置委員に就任。以後、1888年（明治21年）石川郡蚕糸業組合会議員、1891年4月、山島用水普通水利組合創立委員、1894年（明治27年）石川郡蚕糸業組合幹事、1905年（明治38年）4月石川郡農会名誉会員、1923年（大正12年）石川郡農会特別議員となった。
1888年（明治21年）石川機業副社長、石川郡勧業委員に就任。以後、1895年（明治28年）石川郡商工会員、石川県輸出織物組合石川郡支部長、1901年（明治34年）大野銀行監査役、才明銀行取締役となる。1906年（明治39年）松金馬車鉄道取締役社長に就任し、その後、松金電車鉄道に改称後も社長を務めた。1926年（大正15年）4月、(有) 松任信用組合理事となり、その後、理事長を務めた。
1889年（明治22年）4月、一木村長に就任し3期在任。1899年（明治32年）3月、粟崎村長に就任し、1917年（大正6年）5月、松任町長となり2期在任した。
1898年（明治31年）8月、松田吉三郎の推薦を受けて第6回衆議院議員総選挙に石川県第1区で憲政党所属で出馬して初当選。その後、1904年3月の第9回総選挙まで連続して再選された。1915年（大正4年）3月の第12回総選挙で石川県郡部から立憲同志会所属で出馬して再選されたが、1916年（大正5年）11月27日、衆議院議員選挙無効訴訟事件が大審院で上告棄却され選挙が無効となり、同年12月の再選挙でも当選し、衆議院議員に通算5期在任した。1923年（大正12年）には石川県憲政会支部相談役となった。

## 国政選挙歴
- 第4回衆議院議員総選挙（石川県第1区、1894年9月、自由党）落選[11]
- 第5回衆議院議員総選挙（石川県第1区、1898年3月、自由党）落選[11]
- 第6回衆議院議員総選挙（石川県第1区、1898年8月、憲政党）当選[11]
- 第7回衆議院議員総選挙（石川県郡部、1902年8月、立憲政友会）当選[13]
- 第8回衆議院議員総選挙（石川県郡部、1903年3月、立憲政友会）当選[13]
- 第9回衆議院議員総選挙（石川県郡部、1904年3月、自由党）当選[13]
- 第11回衆議院議員総選挙（石川県郡部、1912年5月、中央倶楽部）落選[14]
- 第12回衆議院議員総選挙（石川県郡部、1915年3月、立憲同志会）当選[14]。その後当選無効。
- 第12回衆議院議員総選挙再選挙（石川県郡部、1915年12月、立憲同志会）当選